# 罐垭乡
罐垭乡，是中华人民共和国四川省南充市西充县下辖的一个乡镇级行政单位。

## 行政区划
罐垭乡下辖以下地区：
金鱼桥村、峨童山村、川井坝村、杨山岭村、杜家沟村、文昌宫村、堰坎上村、陈家坪村、文昌岭村、何家岩村、羊角湾村和元山宫村。